# W88
O W88 é uma linha de ogivas termonucleares dos Estados Unidos da América, o "w" de seu nome se refere a warheads, do inglês, cabeça de guerra, ou seja: ogiva nuclear. Possui potência estimada em 475 quilotons (kt), e massa de 360 quilogramas. O seu pequeno tamanho (1,75m); permite que caiba 8 ogivas no míssil lançado por submarino A Trident 2 SLBM (atualmente limitado a 4 ogivas cada devido a tratados) ou 8 ogivas W76 (com potência de 100kt). Desenvolvida nos anos de 1984-1988 no Laboratório Nacional de Los Alamos, em 1999 o diretor de Los Alamos informou que esta era a "mais avançada ogiva termonuclear dos Estados Unidos da América".
Em 1999, um repórter do San Jose Mercury News informou que a ogiva W88 tinha uma esfera primária (como na figura ao lado) de codinome komodo, e uma esfera secundária de codinome cursa.
Quatro meses depois a The New York Times, informou que, em 1995 um agente duplo chinês Wen Ho Lee tinha roubado informações sobre a ogiva tendo como suposto resultado, clones chineses desse projeto.

## Design da arma
O desenho da W-88 é muito avançado, e até agora o sua forma básica é a melhor e mais eficiente variação do desenho de Teller–Ulam até agora.
A primeira fase tem a forma esferoide prolata(em forma de ovo), codinome de Komodo, usa fosso oco e também é impulsionado pela fusão de uma pequena quantidade de hidrogênio, é a principal inovação desta arma, por se tratar de um dispositivo de detonação linear o seu diâmetro diminui muito aumentando a eficiência da arma. Além disso cria uma arma menor comparado com um primário esférico. Esse Primário pequeno mas potente comprime muito bem o secundário e permite que mesmo tendo apenas 1,75 metros de altura e tendo o diâmetro máximo de 55 centímetros gere 475 quilotons. Sendo assim é possível armar mais os mísseis e de forma mais eficiente, é por isso que mesmo uma nação como a República Popular da China que já tem suas armas atômicas e termonucleares, enviou espiões de forma a descobrir de que forma funciona um primário com explosão linear.
A segunda fase é esférica, codinome cursa, é uma típica segunda fase de arma termonuclear, é comprimida pelo primário, intercalando entre urânio e hidrogênio, o urânio sofrerá fissão e então irá comprimir o hidrogênio que sofrerá fusão nuclear. Os nêutrons energéticos criados pela fusão vão fazer o urânio-238 sofrer fissão, o primário e o secundário estão cercados por uma camada de urânio-238 chamada de amendoim por causa de sua forma.
Tradução:
1:O primário implosão por dois pontos, fosso com tritio-deuterio(fissão impulsinada).
2:O secundário  totalmente físsil, esférico, implosão por radiação.
3:Pacote de radiação, em forma de amendoim , o canal para a passagem dos raios-X do primário para o secundário.
4:Preenchimento do canal, plástico que gerara o plasma.
5:Vasilha de tritio, a substituição é periódica , o tritio decai rápido demais.
Lentes altamente explosivas, duas delas gerenciam a implosão do primário.
Fosso de Plutônio-239, o berílio em volta é para refletir os nêutrons para o fosso.
Tritio e deuterio, gases de impulsão, a fusão deles cria nêutrons.
Lítio-6 deuterio, o lítio se tornara tritio, isso também gera nêutrons.
Urânio-235 de ignição, começa a geração de tritio e a fusão nuclear no secundário.
Urânio-235 impulsor, escudo térmico, tampa e combustível principal da fissão(fissão por nêutrons).
Urânio-238 pacote , sua fissão ocorre somente com nêutrons energéticos (criados pela fusão nuclear)

## Ogiva irmã
A W-88 tem uma ogiva nuclear irmã, a W87, projetada em 1982, 7 anos antes da W-88 no Laboratório Nacional de Lawrence Livermore, ele é semelhante a W-88 em vários aspectos, mas difere principalmente por ter o secundário em cima, e o primário, embaixo, ao contrário da W88. Enquanto que o W88 é destinada a armar um SLBM, o Trident; a W87 é destinada a armar mísseis terrestres, ela armou o LGM-118 Peacekeeper até a sua aposentadoria e hoje arma mísseis Trident remanescentes com apenas uma única ogiva por míssil.